# Kreditgeber letzter Instanz
Als Kreditgeber letzter Instanz (englisch lender of last resort) wird im Finanzwesen eine Institution bezeichnet, die als Kreditgeber oder Garant bei in eine Unternehmenskrise geratenen Schuldnern freiwillig oder auf gesetzlicher Grundlage fungiert, wenn hierzu niemand anderes mehr bereit ist. 

## Allgemeines
Mit „letzter Instanz“ soll angedeutet werden, dass über diese Kreditgeber hinaus keine Institution mehr vorhanden oder bereit ist, die als Kreditgeber fungiert. Auf supranationaler Staatsebene übernimmt häufig der Internationale Währungsfonds (IWF) oder die Weltbank diese Funktion, im nationalen Bankwesen tritt meist die Zentralbank eines Staates auf. Es handelt sich um eine Finanzdoktrin ähnlich wie too big to fail (siehe Systemrelevanz) oder „Bail-out-Politik“ (siehe Rettungsaktion), die im Wirtschaftsleben den Zusammenbruch eines eigentlich kreditunwürdigen Schuldners verhindern soll, durch den Ansteckungseffekte auf die zugehörige Branche, eine gesamte Volkswirtschaft oder gar auf andere Staaten befürchtet werden.

## Begriff und Geschichte
Der englische Begriff lender of last resort geht auf Francis Baring, 1. Baronet zurück, der in seinen Observations on the Establishment of the Bank of England (1797) von der Zentralbank als der “dernier resort” (deutsch: „letzte Zuflucht“) sprach, von der alle Banken in der Krise Liquiditätshilfen erwarten könnten. Danach verdeutlichte und spezifizierte Henry Thornton 1802 die Rolle der Bank of England als “lender of last resort”. Thornton war es auch, der erstmals auf mögliche Ansteckungseffekte hinwies. „Wenn irgend eine Bank Pleite geht, könnte ein allgemeiner Run auf andere Institute stattfinden“. Mit Eingriffen des Kreditgebers letzter Instanz soll damit nicht nur der Zusammenbruch eines bestimmten Schuldners verhindert werden, sondern eine hierdurch möglicherweise ausgelöste allgemeine Krise, zum Beispiel die eines Ansturms („Bank Run“) auf andere Banken.

## Eingreifende Institutionen
Bei den Kreditgebern letzter Instanz kann zwischen dem Staat (durch seine Regierung), dessen Zentralbank und dem IWF oder sonstigen supranationalen Organisationen unterschieden werden.

### Staatseingriffe
Während der Finanzkrise ab 2007 waren staatliche Interventionen verstärkt zu beobachten, als der Staat in vielen Ländern massiv in sein Bankwesen eingriff. Wie Charles B. Blankart nachweist, erreichten die staatlichen Unterstützungen der Banken einen hohen Anteil am Bruttoinlandsprodukt eines Staates. Während in Irland im Jahr 2008 die Hilfen 265 % des BIP erreichten, betrugen sie in den USA 80 % und in Deutschland noch 23 % des BIP. Das löst wiederum einen Anstieg der Staatsschulden in den Folgejahren aus, die insbesondere in Japan ab 2010 weit über 200 % des BIP erreichen.

### Zentralbanken
Schon Walter Bagehot wies im Jahr 1873 darauf hin, dass die Zentralbanken bereitstehen sollten, unbehindert Kredit zu gewähren bei guten Kreditsicherheiten. Zentralbanken, meist im Staatsbesitz und mit hoheitlichen Aufgaben der Steuerung der Geld-, Kapital- und Währungsmärkte ausgestattet, fungieren dann als verlängerter Arm des Staates. Sie intervenieren jedoch ausschließlich im Bankensektor, so dass die Funktion des Kreditgebers letzter Instanz bei Nichtbanken weiterhin anderen staatlichen Institutionen überlassen bleibt. Die Funktion der Zentralbanken als Kreditgeber letzter Instanz wird durch ihre ursprünglichen Aufgaben der Geldversorgung des Bankensektors ermöglicht und gefördert. Ursprünglich war in Deutschland etwa die Mindestreservepflicht lediglich dazu bestimmt, dem Bankensektor gesetzliche Liquiditätsreserven bei der Zentralbank aufzuerlegen, die im Krisenfalle abrufbar waren. Inzwischen haben sie diese Funktion vollständig zugunsten der Beeinflussung des Geldumlaufs und der Kreditgewährung verloren.

### Intervention des IWF
Die Gründung des IWF geht auf die Überlegung zurück, dass die unterschiedliche wirtschaftliche Entwicklung in einzelnen Staaten zu Disparitäten bei Währungen führen kann und dadurch entstehende Währungskrisen nicht mehr autonom durch den betroffenen Staat selbst beseitigt werden können. Damit ist der IWF ein typischer Kreditgeber letzter Instanz. Im Verlauf der Währungskrise Mexikos im Jahr 1995 gewährte der IWF 4,4 % des mexikanischen BIP als Kredithilfen, in der Asienkrise ab 1997 erhielten Südkorea 5,3 % und Thailand 2,9 % ihres jeweiligen BIP als Kreditmittel. Das im IWF institutionalisierte internationale Währungssystem ist damit selbst ein Kreditgeber letzter Instanz. Danach konnten Staaten, die sich mit einer Wirtschaftskrise konfrontiert sahen, mit einer Ausweitung der IWF-Kredite rechnen. Das traf auch auf die Argentinien-Krise 2001 zu.

## Moralisches Risiko
Der Kreditgeber letzter Instanz soll durch effiziente Maßnahmen die Insolvenz von Unternehmen oder ein Staatsmoratorium verhindern. Diese Finanzdoktrin birgt durch Fehlanreiz ein erhebliches Moralisches Risiko. Durch sie erhalten andere Marktteilnehmer die hohe Gewissheit, dass ihr Insolvenzrisiko, das sie als Kreditgeber tragen, sich erheblich verringert oder gar völlig verschwindet. Durch den Kreditgeber letzter Instanz werden unternehmerische Fehler oder staatliche Fehlentwicklungen ganz oder teilweise kompensiert, die normalerweise zum Zusammenbruch von Unternehmen oder zum Staatsmoratorium führen würden. Der Kreditgeber letzter Instanz verstößt mit seiner ultimativen Unterstützungspolitik gegen fundamentale marktwirtschaftliche und volkswirtschaftliche Prinzipien, da seine Intervention die Investoren von Risiken ihrer unternehmerischen Entscheidungen entbindet. Auch die IWF-Kreditvergabe birgt dieses Moralische Risiko. Durch die Eingreifwahrscheinlichkeit des Kreditgebers letzter Instanz werden auch die davon begünstigten Schuldner dazu motiviert, sorgloser zu wirtschaften und zu haushalten, weil ja Rettung in Aussicht ist. Begünstigte wählen einen höheren globalen Risikoanreiz und könnten deshalb riskantere Geschäfte eingehen.
Um das Moralische Risiko zu beseitigen oder zu vermindern, verbietet Art. 125 AEUV, dass die EU oder Mitgliedsländer für die Schulden eines anderen Mitgliedslandes einstehen (Nichtbeistandsklausel). Art. 119 AEUV stellt Hilfen bei Zahlungsbilanzproblemen lediglich in Aussicht, und Schulden dürfen nach Art. 267 AEUV nur für Investitionen aufgenommen werden.

## Funktionsweise und Vorteile
In der Theorie der Finanzintermediation, insbesondere im Bereich der Bankenregulierung, besteht die Annahme, dass ein Bankensystem zur Instabilität neige. So kann z. B. der Ausfall einer einzelnen Bank über einen Dominoeffekt das gesamte Bankensystem erfassen. Ein theoretisches Modell dazu hat Hans-Jacob Krümmel 1984 veröffentlicht. Dem Kreditgeber letzter Instanz ist es nun jederzeit möglich, einen kurzfristigen Liquiditätsengpass bei der ersten Bank zu überbrücken und somit den Anlegern ein Vertrauen in die Sicherheit ihrer Einlage zu geben. Der Dominoeffekt wird somit gestoppt.